# Mascarenhas
Mascarenhas, właśc. Domingos António da Silva (ur. 28 kwietnia 1937 w Vila Salazar, zm. 25 sierpnia 2015 w Lizbonie) – angolski piłkarz, grający na pozycji napastnika.

## Kariera piłkarska
Urodził się w Vila Salazar w Angoli, będącej portugalską kolonią. Sezon 1958/59 spędził w  Benfice, z którą sięgnął po Puchar Portugalii. Po tym sukcesie dołączył do FC Barreirense, z którym dwukrotnie zdobył mistrzostwo Segunda Liga w sezonach 1959/60 i 1961/62.
Zawodnikiem Sportingu został w 1962. Podczas swojego trzyletniego pobytu w klubie z Lizbony strzelił 80 bramek w 107 meczach, we wszystkich występach, nawet towarzyskich.
W finale Pucharu Portugalii w 1963 Mascarenhas strzelił gola w wygranym 4:0 meczu z Vitórią Guimarães. Rozgrywki zakończył tytułem króla strzelców Taça de Portugal z 17 bramkami. W następnym sezonie wygrał ze Sportingiem rozgrywki Pucharu Zdobywców Pucharów. Zdobył sześć bramek w wygranym 16:1 meczu z APOEL-em (rekord rozgrywek europejskich). Strzelił także gola w finale z MTK Budapest FC. Całe rozgrywki zakończył z 11 bramkami, co pozwoliło mu zostać najlepszym strzelcem mistrzowskiego dla Sportingu sezonu w PZP.
W kolejnych sezonach występował w drużynach z niższych klas rozgrywkowych w Portugalii, takich jak FC Barreirense, CUF, Peniche i GD Riopele. Karierę piłkarską zakończył w 1975, po trzyletniej przygodzie w FC Paços de Ferreira.

## Sukcesy
SL Benfica
- Taça de Portugal (1): 1958/59

FC Barreirense
- Mistrzostwo Segunda Liga (2): 1959/60, 1961/62

Sporting CP
- Puchar Zdobywców Pucharów (1): 1963/64
- Taça de Portugal (1): 1962/63
- Król strzelców Pucharu Zdobywców Pucharów (1): 1963/64 (11 bramek)
- Król strzelców Taça de Portugal (1): 1962/63 (17 bramek)